# Clemens Sieler

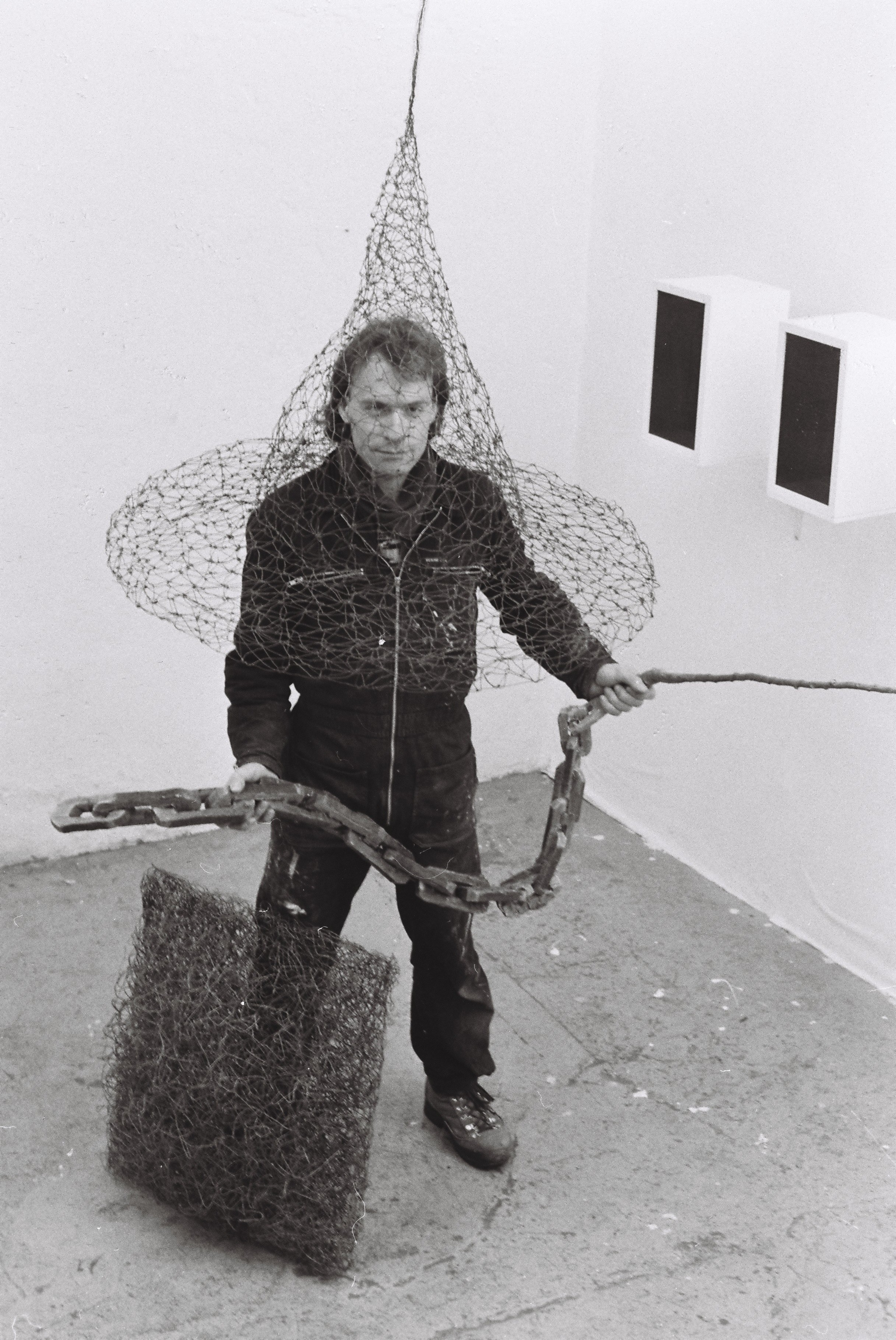
Clemens Sieler mit drei Arbeiten in der Kunstakademie Münster, 1988

Clemens Sieler (* 20. November 1959 in Berlin; † 17. Juli 1990 in Münster) war ein deutscher Bildhauer. Sein Werk umfasst filigrane Drahtplastiken, organisch anmutende Raumstrukturen aus natürlichen Materialien sowie ein umfangreiches zeichnerisches und schriftliches Œuvre. Trotz seines frühen Todes zählt er zu den bemerkenswerten Künstlerpersönlichkeiten der deutschen Kunstszene der 1980er Jahre.

## Leben
Clemens Sieler wurde 1959 in Berlin als Sohn der Bildhauerin Sabine Flir und des Künstlers und Kunstpädagogen Manfred Sieler geboren. Sein Vater lehrte an der Kunstakademie Düsseldorf und war dort Kollege von Joseph Beuys. Nach dem frühen Tod beider Eltern zog Sieler nach Münster, wo er seinen Lebensmittelpunkt fand und an der Kunstakademie Münster studierte. Dort wurde er Schüler von Reiner Ruthenbeck, unter dessen Mentorat er seine künstlerische Position weiterentwickelte. Sieler nahm sich im Alter von 30 Jahren das Leben. Seine Tagebücher, Zeichnungen und Plastiken lassen Rückschlüsse auf ein intensives, innerlich getriebenes Künstlerdasein zu.

## Werk
Clemens Sielers künstlerisches Werk zeichnet sich durch die Arbeit mit Draht, Reisig, Holz und weiteren natürlichen Materialien aus. Damit setzt Sieler wie die Künstler der Arte Povera auf vermeintlich „arme“ Materialien, Rohstoffe, die keinen klassischen künstlerischen Wert besitzen, aber im Kontext des Werkes eine poetische Dimension entfalten. Seine plastischen Arbeiten bewegen sich im Spannungsfeld zwischen architektonischer Formensprache und organischer Wucherung. Seine skulpturalen Netzwerke aus dünnem Eisendraht erinnern an Zellstrukturen oder Bienenwaben, oft von Hand zu komplexen Geflechten geknotet. Es entstehen kokonartige Raumideen, die sowohl als persönliche Rückzugsräume als auch als geistige Konstrukte interpretiert werden können.
Der Begriff der Produktionsästhetik, also das Sichtbarmachen des Entstehungsprozesses als Teil des ästhetischen Ausdrucks, ist zentral für das Werk von Clemens Sieler. Seine feingliedrigen Drahtkörper, die durch stundenlanges Knoten, Flechten und Schichten entstehen, machen den Schaffensakt selbst zum sichtbaren Bestandteil der Plastik. Die Spuren der manuellen Arbeit, die Rhythmen des Wiederholens und das „Wachsen“ der Formen dokumentieren nicht nur das Ergebnis, sondern offenbaren den Prozess als künstlerisches Prinzip.

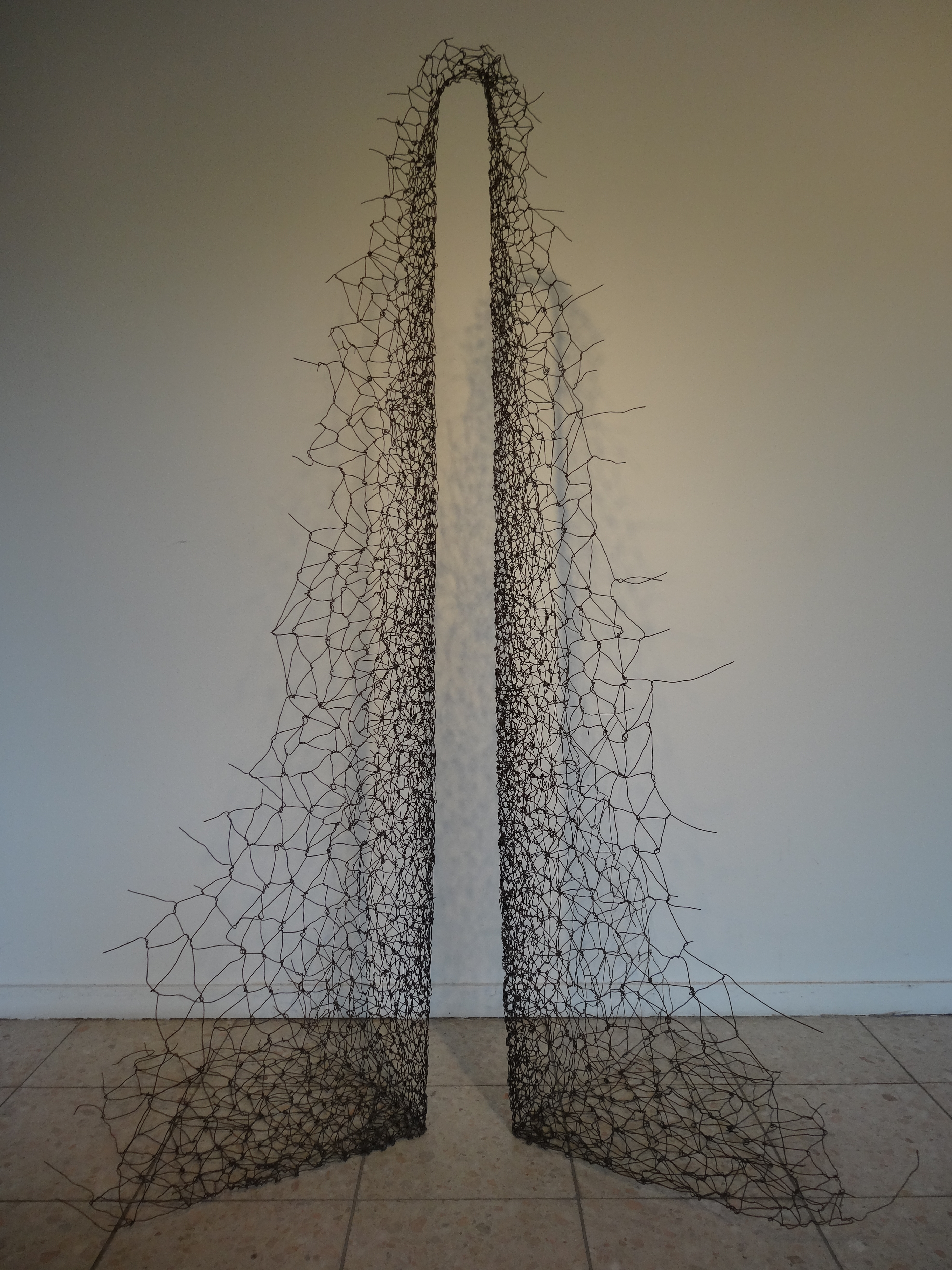
Clemens Sieler, Tor 1988, 170 × 80 × 50 cm, Eisendraht

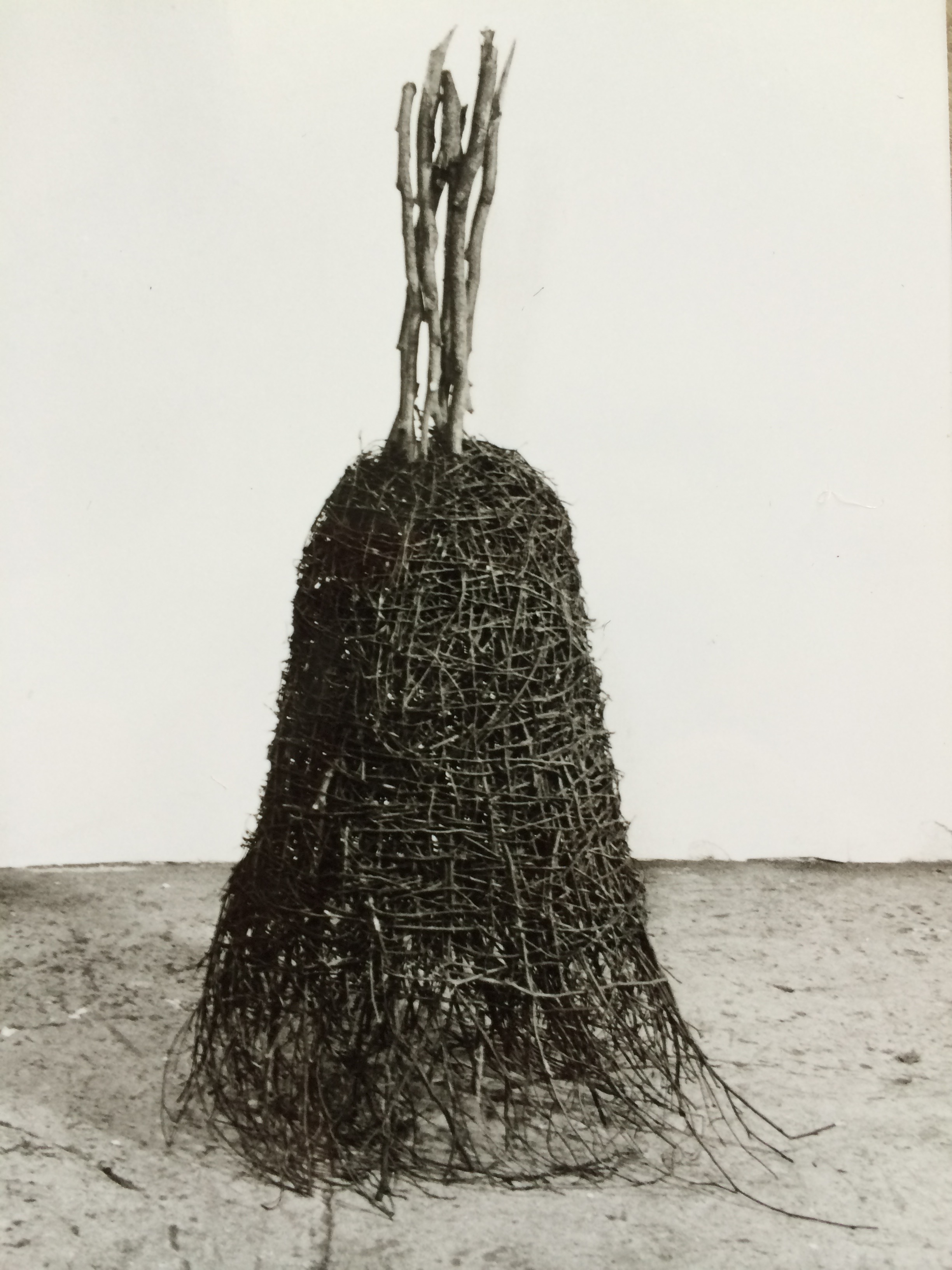
Clemens Sieler, Astglocke 1985, 150 × 80 × 80 cm, Reisig

Die filigranen Werke vermitteln eine ambivalente Ästhetik: technisch-industrielles Material trifft auf natürliche Wachstumsprinzipien. Die daraus resultierenden Plastiken wirken wie aus der Natur entnommen, stehen aber zugleich in einem konzeptionellen Dialog mit der Architektur. Sielers Arbeiten lassen sich in die Nähe zeitgenössischer Künstler wie Tomás Saraceno oder Chiharu Shiota einordnen, deren Werke ebenfalls den Raum als Netzstruktur denken.
Parallel zu seinen plastischen Arbeiten schuf Sieler rund tausend Handzeichnungen sowie zahlreiche Skizzen und Tagebücher, die ein dichtes Bild seiner künstlerischen wie persönlichen Entwicklung in der westdeutschen Kunstszene der 1980er Jahre vermitteln.

## Rezeption und Nachlass
Trotz seines frühen Todes hinterließ Clemens Sieler ein umfangreiches Werk. Seine Arbeiten stellen bedeutende Beiträge zur deutschen Gegenwartsskulptur dar. In jüngerer Zeit wird sein Werk im Kontext von Raumkunst, Installation und konzeptueller Plastik rezipiert. Eine systematische Aufarbeitung seines Werks ist 2025 erschienen. Der Großteil seiner Handzeichnungen und Plastiken befindet sich in Köln bei der LETTER Stiftung.

## Gruppenausstellungen
- 1987: Gronau, Kunstkreis der Stadt
- 1988: Junge Kunst aus Münster; Ausst. Münster, Galerie Münster, August 1988

## Einzelausstellung
- 1990: Clemens Sieler Ausstellung (mit Kat.)[3]

- Münster, Wewerka-Pavillon am Aasee Kloster Gerleve
- Kloster/Schloss Bentlage und Kulturforum Rheine,
in Verbindung mit der Kunstakademie Münster